# スチャヴァ
スチャヴァ（ルーマニア語:Suceava, ハンガリー語:Szucsáva、ドイツ語:Suczawa、ポーランド語: Suczawa、ウクライナ語: Сучава、イディッシュ語: שאַץ / Shats) ）はルーマニア・モルダヴィア地方及びブコヴィナの都市。スチャヴァ県の県都。14～16世紀はモルダヴィア公国の首都。

## 地理
市内は2種類の地区に分かれる。一つは丘陵地帯（最高点はザムカ丘）、もう一つはスチャヴァ川谷の湿原である。例外的なスチャヴァ市の配置には2つの小さな森ザムカとシポテがある。どちらも市内に含まれる。近郊自治体のブルドゥジェニは通りでスチャヴァとつながっており、衛星都市のようにみられている。

## 歴史

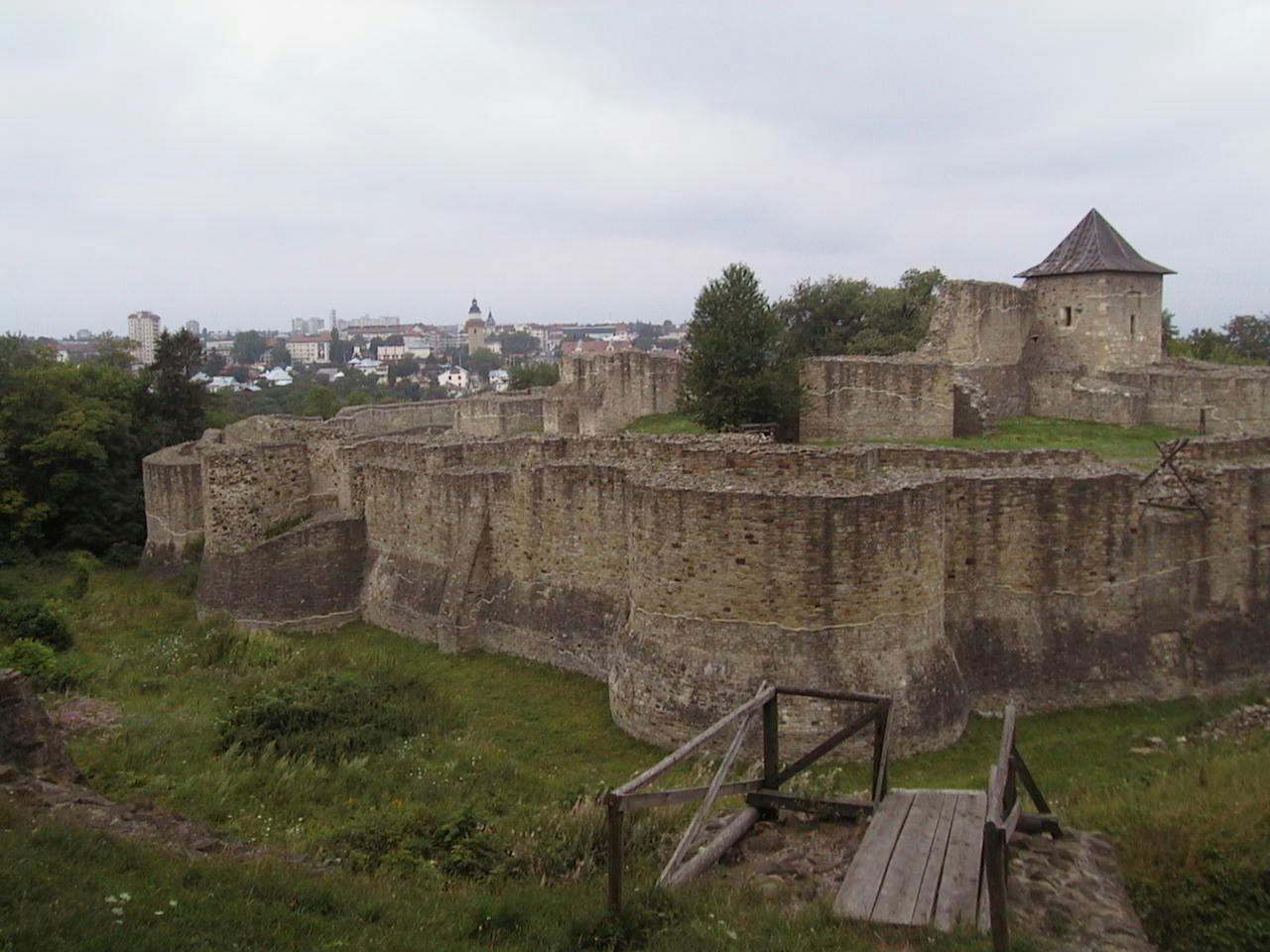
スチャヴァ要塞跡

スチャヴァという名前はダキア発祥とされており、砦を意味するdavăから発生したとみなされている。17世紀のモルダヴィア公ディミトリエ・カンテミールは自身の著作Descriptio Moldavieで、市名はハンガリー語のSzűcsvár（毛皮商人の町を意味する）からきたと記している。
スチャヴァは長きに渡ってモルダヴィア公国の首都であり、代々のモルダヴィア公が邸宅をかまえていた（1388年-1565年）。アレクサンドル・ラプシュネアヌ公時代、宗主国オスマン帝国の、モルダヴィア公をより監視しやすい平野部のヤシへおくという意向から、首都が移された。
ブコヴィナの残りの部分と一緒にこの地方の行政中心地であったスチャヴァは、1775年から1918年までハプスブルク君主国（のちにはオーストリア＝ハンガリー帝国）の支配下にあった。当時、ハプスブルク領との国境は、市のちょうど南東に通っていた。第一次世界大戦後、スチャヴァは大ルーマニアの一部となった。

## 見どころ
- スチャヴァ市の中世の要塞（英語版）（スチャヴァ城、スカウン城） - 首都当時のもの。
- ミラウツィ教会（ルーマニア語版）（ミラウチロール教会） - 14世紀創建
- 聖ドゥミトル教会（ルーマニア語版） - 16世紀
- 聖ゲオルゲ教会（英語版）（Biserica Sfântul Gheorghe[2]） - 16世紀。UNESCO世界遺産のモルドヴァの教会群に含まれている
- ザムカ修道院（英語版） - 17世紀
- 野外村落博物館（ルーマニア語版）

### ギャラリー

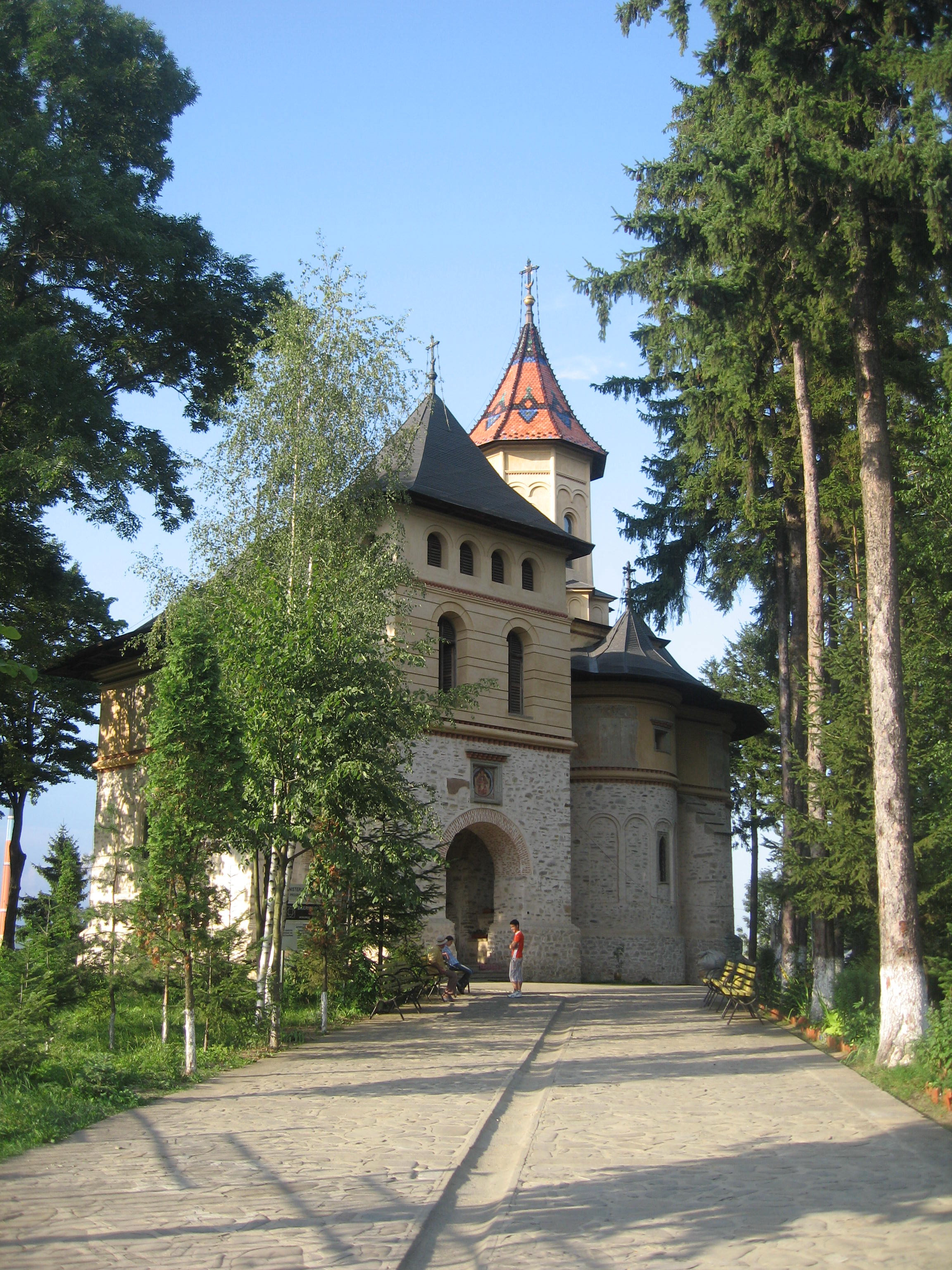
ミラウツィ教会
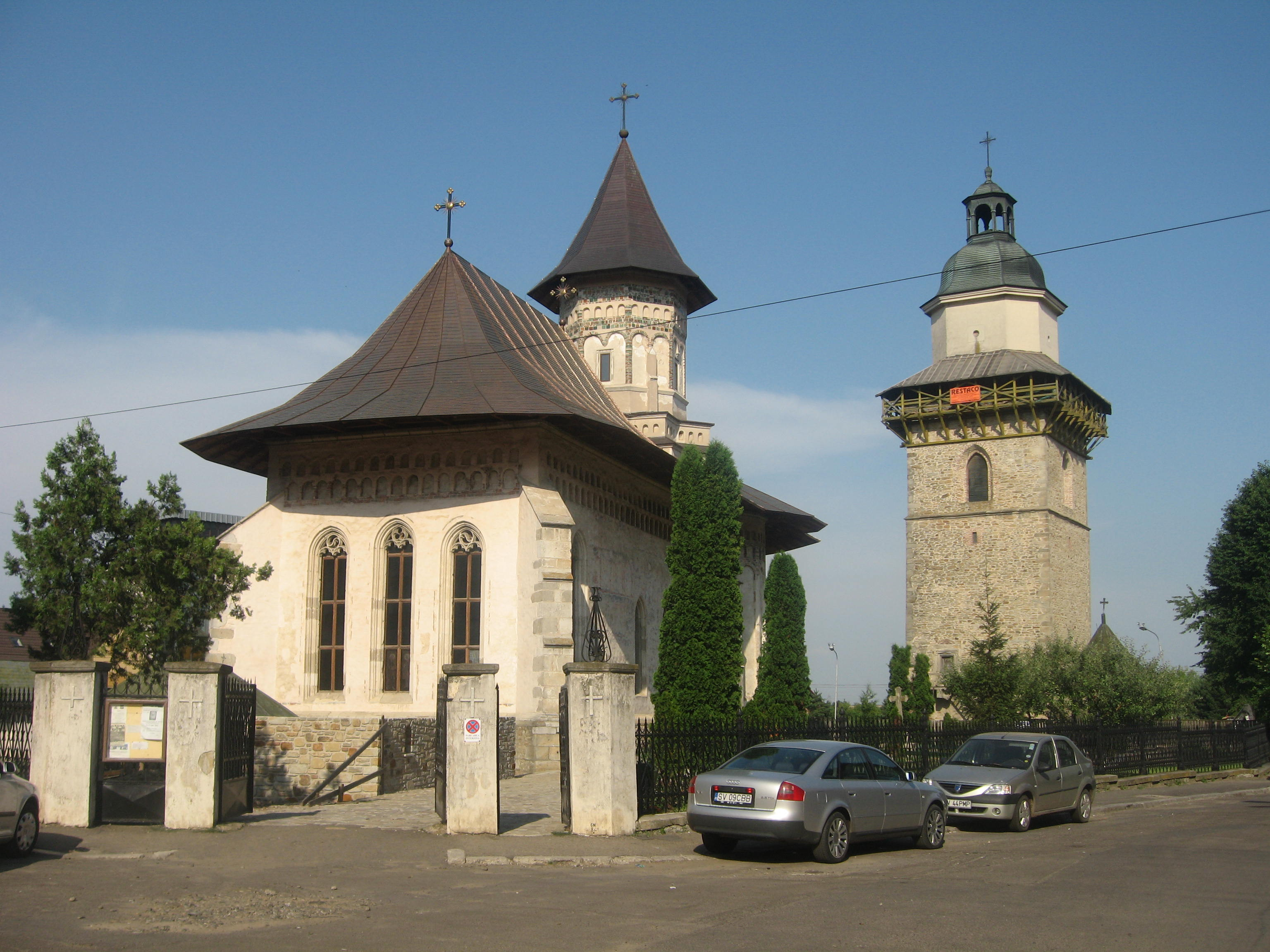
聖ドゥミトル教会
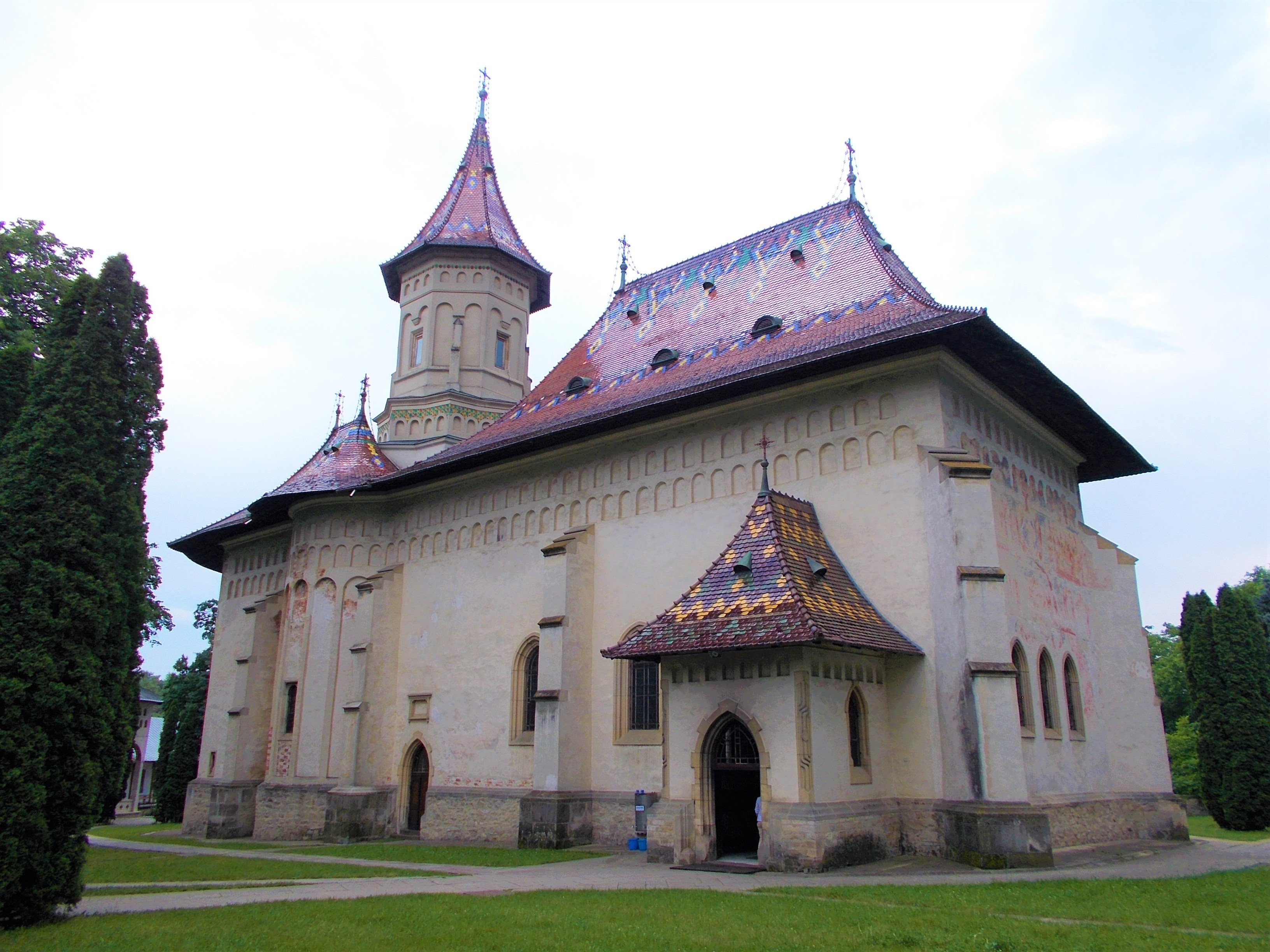
聖ゲオルゲ教会
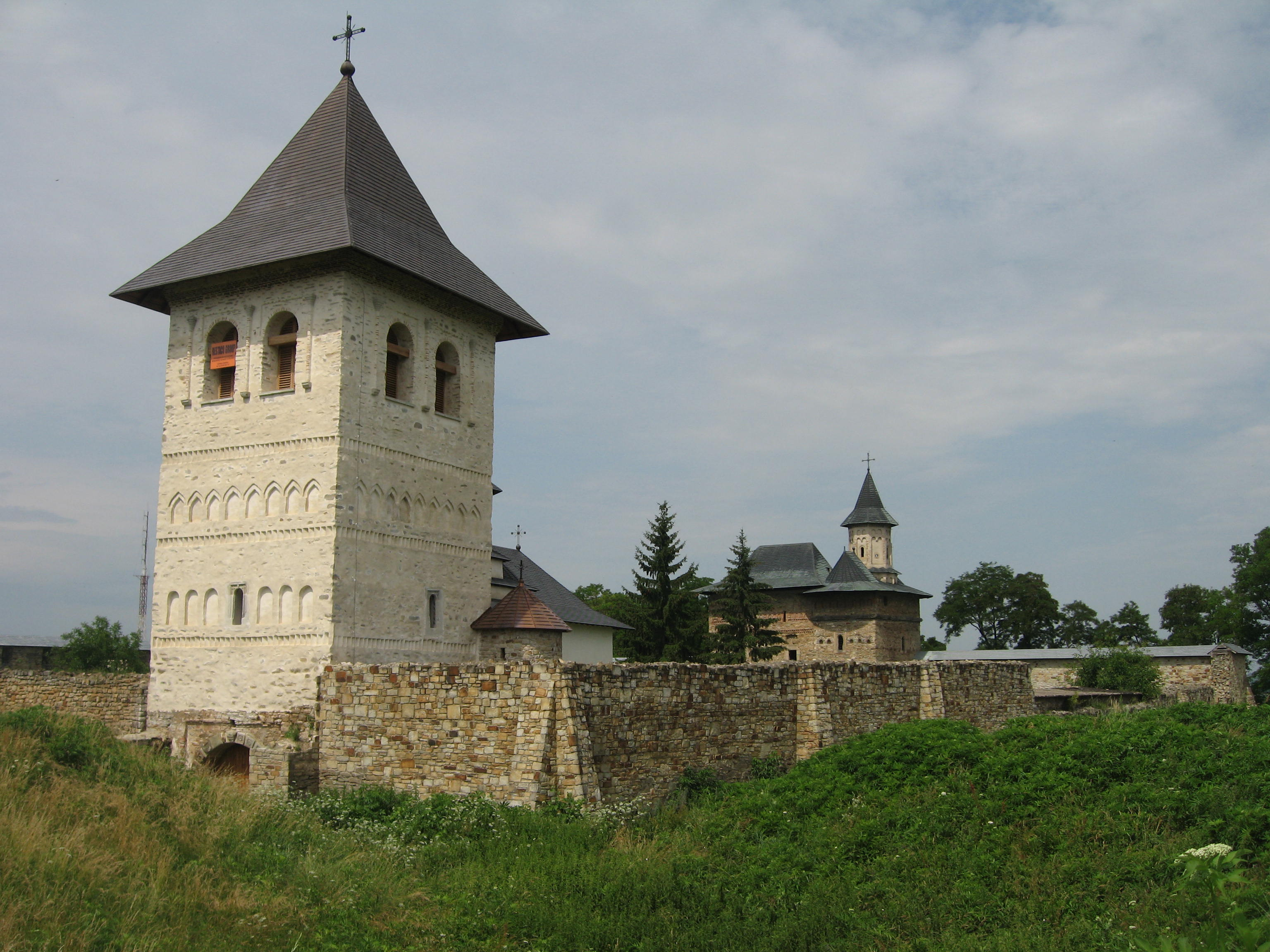
ザムカ修道院
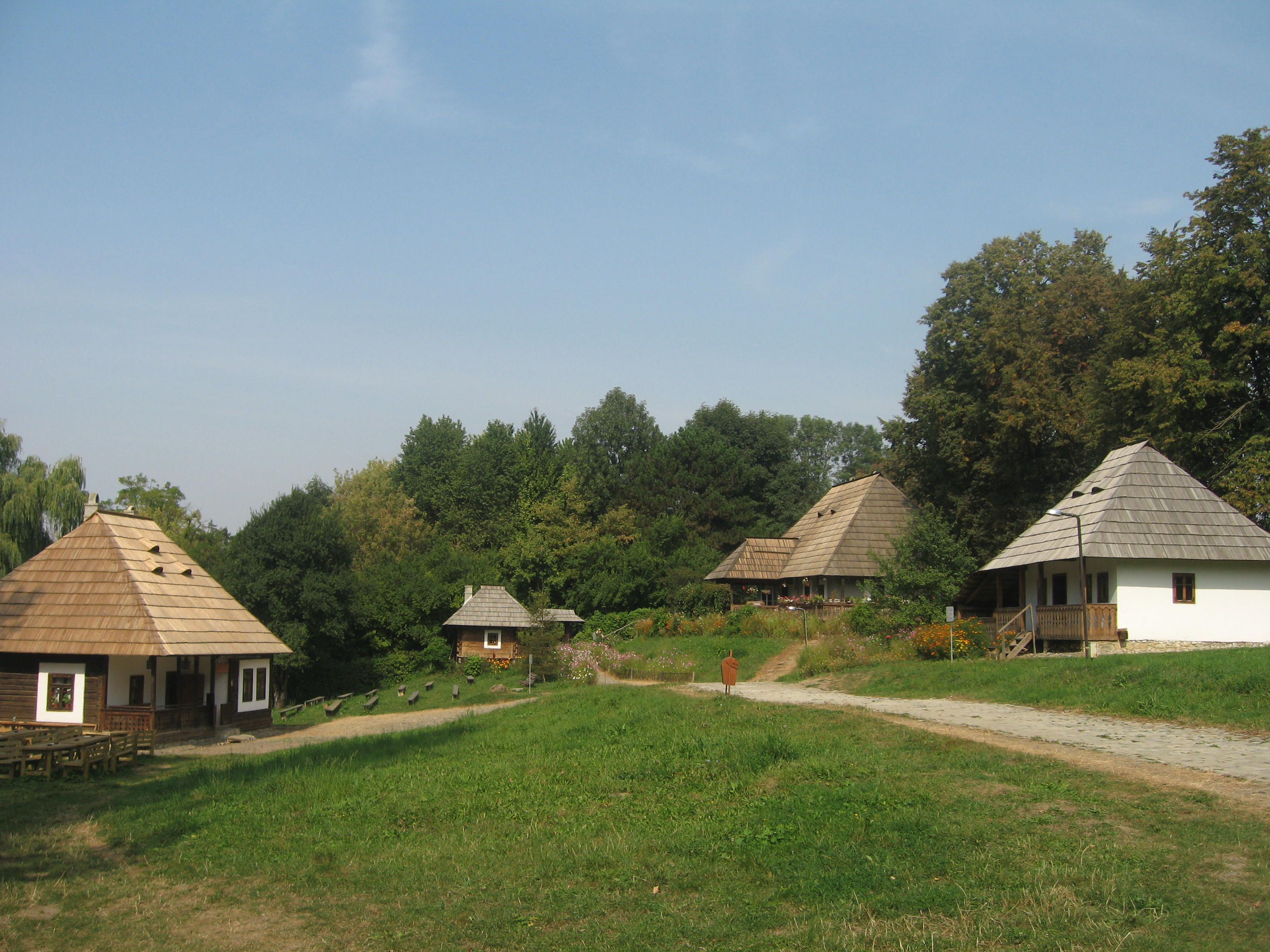
野外村落博物館